# Гуринов, Иван Михайлович
Ива́н Миха́йлович Гу́ринов (26 декабря 1920 — 13 февраля 1983, Москва) — советский военачальник, командующий 4-й отдельной армией ПВО (1967—1973); командующий зенитными ракетными войсками Войск ПВО страны (1973—1981); генерал-полковник артиллерии.

## Биография
Родился 26 декабря 1920 года посёлке Клочко (ныне — в черте города Днепр, Украина).
На военной службе с 1938 года. Окончил военное училище. Участник Великой Отечественной войны. В 1943 году — командир батареи 1368-го полка 25-й зенитной дивизии 13-й армии Центрального фронта, старший лейтенант. За образцовое выполнение боевых заданий командования награждён орденом Отечественной войны 2-й степени. Вступил в ВКП(б)/КПСС.
После окончания войны служил в 51-й зенитной артиллерийской дивизии, которая была переформирована в 1802-й зенитный артиллерийский полк, который стал преемником 176-го зенитного артиллерийского полка, унаследовав его боевые традиции. Окончил Артиллерийскую академию имени Ф. Э. Дзержинского.
Служил командиром 176-го зенитного артиллерийского полка в Московском округе ПВО. Занимал различные командные и штабные должности в Войсках ПВО страны. В 1963 году окончил Военную академию Генерального штаба Вооружённых Сил СССР.
В 1963—1967 годах — первый заместитель командующего, а в 1967—1973 годах — командующий 4-й отдельной армией ПВО (штаб армии — в городе Свердловск, ныне — Екатеринбург). Одновременно в 1967—1973 годах являлся заместителем командующего войсками Уральского военного округа по войскам ПВО.
В 1973—1981 годах — командующий зенитными ракетными войсками (ЗРВ) Войск ПВО страны.
С 1981 года генерал-полковник артиллерии И. М. Гуринов — в запасе.
Жил в Москве. Умер 13 февраля 1983 года. Похоронен в Москве на Кунцевском кладбище.
Генерал-полковник артиллерии (04.11.1973).

## Награды
- орден Октябрьской Революции;
- орден Красного Знамени;
- орден Отечественной войны 2-й степени (20.08.1943 [2]);
- орден Красной Звезды;
- другие ордена;
- медали СССР.